# Ficalbia nigra
Ficalbia nigra är en tvåvingeart som först beskrevs av Theobald 1901.  Ficalbia nigra ingår i släktet Ficalbia och familjen stickmyggor. Inga underarter finns listade i Catalogue of Life.